# Данилевский, Николай Васильевич
Николай Васильевич Данилевский (1804—1851) — русский писатель и поэт.

## Биография
Происходил из дворян Московской губернии. Родился в Москве 12 (24) апреля 1804 года в семье штаб-лекаря Московского воспитательного дома Василия Даниловича Данилевского (1764—10.05.1833).
Обучался в Московском университетском благородном пансионе (1816), Московской губернской гимназии, медицинском факультете Московского университета (1820–1824), Московском отделении медико-хирургической академии (1827―1830).
Первая книга – повесть в стихах «Донна Эльвира де Наварро, или Мать, каковых мало» (1828). Поэма «Глас умирающего поляка после сражения, бывшего под Прагою» (1831). На смерть А. С. Пушкина написал стихотворение «Александр Пушкин: – Пародия на оду его «Наполеон» (1837). Выпустил несколько книг о русско-турецкой войне 1828–1829, а также серию изданий, посвящённых скончавшимся императорским особам.
Известные произведения: «Описание славной турецкой крепости Варны, осады и покорения оной российскими войсками в настоящую войну с Турцией» (1829); «Описание добродетельной жизни и кончины государыни императрицы Марии Феодоровны» (1829).
Умер 5 (17) января 1851 года.